# Jacques Christaud-Pipola
Jacques Christaud-Pipola (* 13. August 1948 in Voiron, Département Isère) ist ein ehemaliger französischer Bobfahrer.
In seiner Karriere nahm Christaud-Pipola an fünf Europameisterschaften, sechs Weltmeisterschaften und zwei Olympischen Winterspielen teil.
Bei beiden Spielen trat er als Bremser im Zweierbob mit seinem Bruder Gérard Christaud-Pipola an. 1968 belegte er mit den 20. Platz, 1972 den elften.
Nach seiner aktiven Laufbahn, kehrte er 1976 als Trainer für das französische Bobteam zurück. 1980 wurde er Präsident des französischen Eissportverbandes und Mitglied beim Weltverband für Bobsport und Skeleton. Ab 1984 arbeitete Christaud-Pipola als Kommentator für France 2. 1988 und 1992 war er als Mitglied des Nationalen Olympischen Komitees Frankreichs im Entscheidungsausschuss über die Vergabe der Olympischen Winterspiele.